# Karl Wilhelm von Tinti
Karl Wilhelm von Tinti (19. května 1829 Vídeň – 22. srpna 1884 Wildbad Kreuth) byl rakouský šlechtic a politik z Dolních Rakous, v 2. polovině 19. století poslanec Říšské rady.

## Biografie
Jeho otec Karl Valentin von Tinti byl majitelem panství a státním radou. Karl v roce 1845 absolvoval studium filozofie. Karl Wilhelm v letech 1847–1850 studoval práva na Vídeňské univerzitě, ale nedokončil je. Chtěl nastoupit do státní služby. V roce 1852 ovšem převzal po smrti otce správu dolnorakouských panství Schallaburg, Sichtenberg a Plankenstein. V roce 1855 se oženil s Mathilde von Lederer-Trattern. Podnikl cesty do Německa, Itálie a Francie, kde se seznamoval s moderními metodami hospodaření. Byl aktivním členem zemědělské společnosti ve Vídni a jejím prvním viceprezidentem. V roce 1859 se podílel na založení Vlastenského podpůrného spolku ve Vídni. Jako ocenění jeho aktivit mu byl toho roku udělen Císařský rakouský řád Leopoldův. Na podzim 1859 usedl do dolnorakouské zemské komise zřízené za účelem provedení reformy obecní samosprávy. Zásluhy si získal i svou veřejnou činnosti během prusko-rakouské války, za což získal Řád Františka Josefa.
Po obnově ústavního systému vlády se zapojil i do politického života. V březnu 1861 byl zvolen na Dolnorakouský zemský sněm za kurii velkostatkářskou. Zemský sněm ho roku 1861 delegoval i do Říšské rady. Zde patřil k velkorakouské straně. V listopadu 1865 navrhl na zemském sněmu projednání tzv. zářijového manifestu, který císař pozastavil činnost Říšské rady a otevřel možnost státoprávního řešení rakousko-uherského sporu. V roce 1867 obhájil mandát na zemském sněmu a byl pak opět delegován i do Říšské rady. Po roce 1867 se připojil v parlamentu k německé levici (takzvaná Ústavní strana, liberálně a centralisticky orientovaná, odmítající federalistické aspirace neněmeckých etnik, respeklive s ní spojená Strana ústavověrného velkostatku). Odmítal konkordát. V roce 1870 kritizoval tyrolského poslance Josefa Greutera jako podléhajícího Římu a řekl, že není pravým Rakušanem. Kontroverze pak vedla k Tintiho dočasnému odchodu z politiky. V květnu 1870, když byli poraženi dosud vládnoucí liberálové, ztratil mandát na zemském sněmu a musel odejít i z Říšské rady.
Koncem roku 1871 se nicméně vrátil do zemského sněmu i Říšské rady. Na Říšské radě obhájil mandát i v prvních přímých volbách roku 1873 (za velkostatkářskou kurii v Dolních Rakousích). a jejím poslancem byl až do roku 1879. V zemském sněmu setrval do roku 1874. Vedl zde tzv. ministerskou stranu, která v 60. letech podporovala politiku Antona von Schmerlinga. Podporoval nepřímé volební právo pro ženy v kurii velkostatků a prosazoval zřízení volených okresních zastupitelstev. Roku 1879 usedl do Panské sněmovny (horní jmenovaná komora Říšské rady), kde byl členem klubu Ústavní strany.
I během svého působení v zákonodárných sborech byl aktivní v četných spolcích a korporacích. V letech 1874–1884 například zastával funkci viceprezidenta společnosti Jižní dráhy a působil i jako prezident rakouského Červeného kříže.